# Bouddhologie
La bouddhologie (anglais: Buddhist Studies) est l'étude universitaire du bouddhisme. On appelle bouddhologues les spécialistes de cette discipline. La bouddhologie, qui est un sous-ensemble de l'étude des religions, ne doit pas être confondue avec la philosophie ou la théologie bouddhiste. 

## Définition
« Bouddhologie » — ou « études bouddhiques » —  est un terme générique désignant la recherche désintéressée ou non apologétique de tout aspect du bouddhisme ou des traditions bouddhistes, et ce mot renvoie en général à l'étude moderne et universitaire du bouddhisme sous toutes ses formes. Il s'agit donc d'une démarche qui nécessite un point de vue externe, même si le chercheur est lui-même bouddhiste, et il s'agit donc d'une approche en soi étique plutôt qu'émique. En ce sens, la bouddhologie se distingue clairement de la pratique du bouddhisme tout comme de sa théologie.

## Grandes tendances
L'étude du bouddhisme naît au cours du XIXe siècle, lorsqu'un certain nombre d'universitaires européens et américains commencèrent à se pencher sur les textes bouddhiques et à les étudier. Durant assez longtemps, les textes constituèrent l'objet essentiel de leurs recherches, avec la doctrine et l'histoire, alors qu'on ne prête que peu d'attention aux rituels et à la culture matérielle.
Selon le chercheur Donald S. Lopez Jr., le champ de recherche s'élargit par la suite à de nouveaux thèmes: biographie du Bouddha historique (dont les dates de naissance et de mort continuent à faire débat en 2022); apparition du courant dit du « Grand véhicule » (Mahâyâna) et évaluation de son importance dans le bouddhisme indien; découverte de nouveaux textes (par exemple l'ensemble acquis par la British Library en 1994); étude de la pratique de la méditation, tant dans son histoire que dans sa forme de rituel privé; histoire du bouddhisme au cours des premiers siècles; raisons (outre les invasions musulmanes) qui ont entraîné ce qui semble équivaloir à la disparition du bouddhisme de sa terre natale — et s'il n'a pas entièrement disparu, qu'en reste-t-il et pourquoi? 
Ces changements d'éclairage montrent que la connaissance du bouddhisme est un processus, et que donc elle évolue, ce qui amène le bouddhisme lui-même à changer à travers ce processus. On remarque donc, dans les études bouddhistes récentes, l'approche philologique et textuelle reculer au profit de travaux dans le domaine des études culturelles et de la théorie critique. En cette première partie du XXIe siècle, l'intérêt des chercheurs se porte donc aussi sur les pratiques bouddhiques, et plus seulement d'autres champs également longtemps parcourus, comme la philosophie bouddhique ou le bouddhisme comme manière de vivre — deux visions répandues du bouddhisme aujourd'hui en Occident. Dans ces conditions, selon Lopez Jr., il est intéressant de voir le bouddhisme comme une religion vers laquelle « les gens ordinaires se sont tournés au fil des siècles pour y trouver les moyens de se réconforter, de se contrôler ou même d'échapper aux exigences de la vie ».

### Étudier le dharma
Pour Lopez Jr., l'importance de ces questions relève aussi de l'étude du dharma — terme souvent traduit par « loi » mais qui signifie aussi « enseignements », « doctrine ». Savoir en quoi consiste exactement le dharma est donc une question qui a occupé les esprits durant des siècles, mais avec tout de même une compréhension commune idée commune qui traverse l'histoire et le monde du bouddhisme: le dharma comme moyen d'échapper à la souffrance et de vivre mieux, à la fois maintenant et à l'avenir. 
Pour Lopez Jr., ainsi compris, Ie mot dharma englobe nombre de points qui constituent autant de domaines de recherche liés à la pratique du bouddhisme. Pour en nommer quelques uns: psalmodier le nom du Bouddha (nembutsu), vénérer ses reliques, réciter, lire, copier ses paroles, prendre et conserver les vœux dans les Trois refuges, méditer, exorciser les démons, nourrir et vêtir moines et nonnes, se faire brûler vivant. 

## Histoire
L'intérêt marqué envers les écritures, l'histoire et la doctrine s'explique en partie par des facteurs socio-historiques. Jusqu'à une époque récente, la plupart des savants qui s'intéressèrent au bouddhisme avait une formation dans le domaine des études classiques, et plusieurs d'entre eux étaient des missionnaires chrétiens ou ils étaient familiers de l'histoire et de la pensée chrétiennes.  
D'autre part, ils essayaient souvent de tirer des parallèles entre des éléments bouddhiques et chrétiens, ce qui les a amenés à se concentrer sur certains points spécifiques. En outre, l'étude universitaire de telle ou telle région bouddhique était liée à l'histoire politique, en particulier à la colonisation et à l'expansion de l'Occident en Asie. Ainsi, les savants anglais se consacrèrent-ils à l'étude de l'Inde et de Ceylan, les Français à l'Asie du Sud-Est, les Allemands et les Russes à l'Asie centrale (au sens donné à ce terme par l'Unesco). Du côté japonais, on s'est intéressé au bouddhisme chinois et au bouddhisme coréen (bien qu'avec moins d'attention pour ce dernier), certes à cause de la proximité géographique, mais aussi du fait de la politique expansionniste de la période meiji. 
Il n'est donc pas surprenant de voir que les érudits occidentaux ne se sont guère intéressés au bouddhisme japonais avant la fin de la Seconde guerre mondiale, le Japon ayant jusque là été largement fermé aux étrangers. Quant au bouddhisme tibétain, il est objet d'attention surtout depuis les années 1960, et cela tient d'abord au coup de projecteur jeté sur ce pays par l'intervention militaire chinoises des années cinquante.